# Lofa County
Lofa County (oder auch Loffa) ist eine Verwaltungsregion (County) in Liberia, sie hat eine Größe von 9 982 km² und besaß bei der letzten Volkszählung (2008) 276.863 Einwohner.
Die Verwaltungsregion untergliedert sich in sieben Distrikte. Die Hauptstadt ist Voinjama im gleichnamigen Distrikt.
| Distrikt     | Ew. (2008) männlich | Ew. (2008) weiblich | Ew. (2008) Gesamt |
| ------------ | ------------------- | ------------------- | ----------------- |
| Foya         | 36.152              | 37.160              | 73.312            |
| Kolahun      | 28.586              | 31.971              | 60.557            |
| Quardu Bondi | 8.824               | 9.961               | 18.785            |
| Salayea      | 11.399              | 12.179              | 23.578            |
| Vahun        | 8.621               | 8.516               | 17.137            |
| Voinjama     | 20.623              | 22.167              | 42.790            |
| Zorzor       | 19.406              | 21.298              | 40.704            |
| Lofa         | 133.611             | 143.252             | 276.863           |

Die Region liegt im äußersten Norden Liberias und grenzt an Guinea und Sierra Leone. 2001 wurde das südwestlich angrenzende Gbarpolu County von Lofa abgespalten. Benannt ist die Region Lofa nach dem Fluss Lofa. In Lofa liegt der Berg Mount Wuteve.

## Geschichte
Das County war ein Zentrum des liberianischen Bürgerkrieges, von 1999 bis 2003 flohen zahlreiche Einwohner aus Lofa. Nach Berichten des Internationalen Roten Kreuzes begann 2004 die Rückkehr der Flüchtlinge.
Mit einer in der Ortschaft Zewordamai durchgeführten Vergleichsstudie konnten die Fortschritte und Veränderungen seit dem Kriegsende dokumentiert werden.

## Politik
Bei den 2005 durchgeführten ersten demokratischen Senatswahlen nach dem Bürgerkrieg wurden Sumo G Kupee von der COTOL und Fomba K. Kanneh von der ALCOP gewählt.